# 40 dana za život
40 dana za život (eng. 40 Days for Life), međunarodna je pro-life molitveno-edukativna inicijativa za zaštitu majki i nerođene djece, koju su 2004. godine pokrenule kršćanske zajednice u Bryan College Stationu u Teksasu, SAD. Pokretač inicijative je teksaški motivacijski govornik, publicist i pro-life aktivist Shawn Carney.
Kampanje se sastoje od četrdeset dana molitve i posta zajedno s bdjenjem ispred klinike ili bolnice u kojima se vrše pobačaji te u osvješćivanju mjesne zajednice o prizivu savjesti zdravstvenih djelatnika i ciljevima inicijative. Međunarodne se molitvene kampanje održavaju dvaput godišnje, u jesen (uoči Došašća) i u proljeće (tijekom korizme, od Pepelnice do Cvjetnice), dok se mjesne kampanje mogu nastaviti tijekom cijele godine.

## Povijest
Koncept 40 dana za život nadahnuće ima u Bibliji. Noa je bio u Arci četrdeset dana, Mojsije je četrdeset dana bio na brdu Sinaj, a Isusova kušnja u pustinji trajala je također četrdeset dana. U kampanji sudjeluju mjesni volonteri i vjernici laici. Nacionalni uredi koordiniraju komunikaciju i osiguravaju obuku i druge potrepštine za volontere. 
U Hrvatskoj je Inicijativa 40 dana za život započela tijekom korizme 2014. godine, bdijenjima ispred Kliničkoga bolničkoga centra Sestre milosrdnice u Zagrebu. Od 2020. godine inicijativa izdaje tromjesečnik Pohod.

## Djelovanje i postignuća

### Djelovanje i postignuća u svijetu
Zaključno s 2024. godinom:
- više od 20 tisuća majki prijavilo odustajanje od pobačaja
- u molitvi i bdijenju sudjelovalo je više od milijun sudionika u više od tisuću gradova u 64 države
- zatvoreno je 147 klinika za pobačaje
- 254 radnika u klinikama za pobačaje dalo je otkaz

### Djelovanje i postignuća u Hrvatskoj
Inicijativa je barem jednom bila održana u 40 hrvatskih gradova: Bjelovaru, Buzetu, Čakovcu, Dubrovniku, Đakovu, Gospiću, Imotskom, Karlovcu, Kninu, Koprivnici, Križevcima, Labinu, Makarskoj, Metkoviću, Novoj Gradiški, Ogulinu, Omišu, Osijeku, Poreču, Požegi, Puli, Rijeci, Samoboru, Sisku, Slavonskom Brodu, Splitu, Šibeniku, Trogiru, Umagu, Varaždinu, Velikoj Gorici, Vinkovcima, Virovitici, Vrbovcu, Vukovaru, Zaboku, Zadru, Zagrebu i Zaprešiću.
Inicijativa je iz Hrvatske proširena i u Sloveniju (Ljubljanu), Bosnu i Hercegovinu (Mostar), Srbiju (Novi Sad) i Njemačku (München i Frankfurt na Majni).
Centri za život i savjetovališta za trudnice osnovana su u Zagrebu, Splitu, Zadru, Vukovaru, Vinkovcima, Križevcima i Slavonskomu Brodu.

### Programi i projekti
- Međunarodna konferencija Život, dakle, biraj!, godišnja konferencija u Zagrebu
- Utrka za život, godišnja utrka u Zagrebu
- Prava ljubav čeka, program za mlade o svetosti ljudske spolnosti i predbračnoj čistoći
- Vikend Srca Marijina, program za supružnike koji ne mogu imati djecu
- Oprostom oslobođene, program za iscjeljenje rana (spontanog ili izabranog) pobačaja za majke
- Iscjeljenje očeva srca, program za iscjeljenje rana (spontanog ili izabranog) pobačaja za očeve
- Muževni budite, projekt o katoličkoj muževnosti i suvremenoj krizi muževnosti
- Spomenik Ruža hrvatska otkriven ispred Nacionalne memorijalne bolnice Vukovar u spomen na trudnicu Ružicu Markobašić i njezinog nerođenog sina Antuna, koji su ubijeni na Ovčari u studenom 1991. godine.

Održavaju se i marijanske procesije za život i marijanski koncerti u čast Bezgrešnom Srcu Marijinu, Jerihonska bdjenja i sedmodnevna neprekinuta klanjanja pred Presvetim oltarskim sarkamentom.

### Izdanja
- 40 dana..., dokumentarni film
- Život je dragocjen, spot
- Ulje pomazanja, spot
- 40 dana za život, knjiga
- Krunica i litanije za život u (pred)bračnoj čistoći, molitvenik
- Život, dakle, biraj, glazbeno-molitveni album
- Pohod, časopis[6]

## Nagrade i priznanja
- 2016.: Nagrada Svjedok godine za 2016. godinu pripala je Inicijativi 40 dana za život i njenom glavnome koordinatoru Anti Čaljkušiću.[7]

## Kritike
Zagovornici pobačaja, u više država i tijekom više kampanja izražavali su javno protivljenje održavanjem prosvjeda protiv 40 dana za život kao što je, među ostalima, „40 dana izbora”. Zagovornici pobačaja slijedili su pravne puteve kao što su tampon-zone, posebno u Kanadi i Europi, kako bi spriječili sudionike inicijative u održavanju kampanja pred bolnicama ili privatnim klinikama koje su vršile pobačaje. U nekim slučajevima, zagovornici pobačaja burno su reagirali protiv sudionika 40 dana za život.

### SAD
Jesenska kampanja 2010. privukla je pozornost kada je pružatelj usluga pobačaja u Tennesseeju uhićen jer je mahao pištoljem na troje sudionika 40 dana za život koji su se molili ispred ustanove za pobačaj u Južnoj Karolini. Tijekom proljetne kampanje 2019. pretučen je 85-godišnji sudionik 40 dana za život u San Franciscu, ukraden mu je znak, a incident je snimljen na video.

### Njemačka
U prvih tjedan dana korizmene kampanje 2017. u Frankfurtu, ispred središnjice tvrtke Pro familia, njemačkog ogranka Planned Parenthooda, molitvena skupina bila je napadnuta tri puta; treći put, tridesetak članova sotonističke sljedbe molitelje su gađali dimnim bombama, sprejevima, suzavcem i bojom uz povike „Vaš Bog je mrtav!” Pritom su očevidcima dijelili letke difamiruajućeg sadržaja o inicijativi i održali javno spaljivanje Biblije.
Krajem srpnja 2017. frankfurtska gradska skupština većinom glasova donijela je odluku prema kojoj se predstavnici inicijative 40 dana za život moraju udaljiti najmanje 150 m od predviđena mjesta molitve. List Frankfurter Rundschau u jesenskoj je kampanji 2018. članove inicijative okarakterizirao „kršćanskim fundamentalistima”.

## Vanjske poveznice
Ostali projekti
|  | Zajednički poslužitelj ima još gradiva o temi 40 dana za život |

Mrežna mjesta
- 40 dana za život, službeno mrežno mjesto inicijative
- 40 Days for Life, službeno mrežno mjesto inicijative (SAD)
- 40 dana za život - Hrvatska, Facebook stranice inicijative
- Hrvatska za Život, stranice Udruge Hrvatska za Život
- muzevnibudite.com